# 天主教里奧班巴教區
天主教里奧班巴教區（拉丁語：Dioecesis Rivibambensis）是厄瓜多爾一個羅馬天主教教區，屬基多總教區。
教區成立於1862年12月19日，位於欽博拉索省。2010年有教友399,000人（佔轄區總人口78.2%）、五十六個堂區、七十九名司鐸。現任教區主教為瓦爾特·帕里利亞·迪亞斯。